# Арни Тор Сигурдссон
А́рни Тор Си́гурдссон (по правилам фонетической транскрипции Аудни Тоур Сигюрдссон, исл. Árni Þór Sigurðsson; род. 30 июля 1960, Рейкьявик) — исландский политический деятель и дипломат. Чрезвычайный и Полномочный Посол Исландии в России (и Азербайджане, Армении, Беларуси, Казахстане, Кыргызстане, Молдове, Таджикистане, Туркменистане и Узбекистане по совместительству) с 1 июня 2020 года по 28 июня 2023 года. Ранее в 2018—2020 годах был послом в Финляндии (и Эстонии, Латвии, Литве и на Украине по совместительству).

## Биография
Родился 30 июля 1960 года в Рейкьявике. В 1986 году получил степень магистра по экономике, а также по русскому языку в Университете Осло (Норвегия). Затем изучал русский язык в Стокгольмском университете в Швеции (1988), год проучился в МГУ. Он также защитил диплом по государственному управлению и магистра международных отношений Исландского университета (2015).

### Деятельность
Был последним главным редактором левого ежедневника «Þjóðviljinn», близкого к социалистической партии Народный союз. В течение 13 лет был депутатом городского совета Рейкьявика, отвечал за дошкольные учреждения (1994—1998), градостроительство и строительство (1999—2002), транспорт и окружающую среду (2002—2006), а также был председателем Совета порта Рейкьявика (1994—2006). Кроме того, являлся вице-президентом Форума мобильности Eurocities (2002—2006) и был делегатом на съездах местных и региональных властей Совета Европы (2003—2008).
Впервые избран в альтинг от Лево-зелёного движения на парламентских выборах 2007 года. Оставался членом исландского парламента (2007—2014). Дважды был заместителем спикера парламента (2009—2010, 2012—2013). Занимал ряд должностей в парламентских комитетах, в том числе по вопросам бюджета и финансов, экономики, окружающей среды, конституционных дел, процессуальных дел и т. д. В 2009—2012 годах он был председателем, заместителем председателя и исполняющим обязанности председателя парламентской фракции своей партии .
В 2009—2013 годах — председатель Комитета по иностранным делам. Председатель парламентской делегации в ЕАСТ/ЕЭП (2009—2013). Сопредседатель Совместного парламентского комитета Исландия—ЕС. В 2010—2013 годах был делегатом Северного совета, где занимал пост председателя Постоянной комиссии по вопросам культуры и образования. С 1 мая 2015 он был послом по делам Арктики Министерства иностранных дел Исландии (старшее должностное лицо Арктического совета), который представлял свою страну в совете.
С 1 января 2018 он являлся послом Исландии в Финляндии, также будучи аккредитован в Эстонии, Латвии, Литве и на Украине, с резиденцией в Хельсинки.